# Grégoire Amiot
Grégoire Amiot (Cholet, 10 maggio 1995) è un ex calciatore francese, di ruolo difensore.

## Carriera
È cresciuto nel settore giovanile del Tolosa.
Ha debuttato fra i professionisti il 12 maggio 2017 disputando con lo Stade Reims l'incontro di Ligue 2 perso 2-0 contro il Troyes.

## Statistiche
Statistiche aggiornate al 18 agosto 2019.

### Presenze e reti nei club
| Stagione               | Squadra                | Campionato             | Campionato | Campionato | Coppe nazionali | Coppe nazionali | Coppe nazionali | Coppe continentali | Coppe continentali | Coppe continentali | Altre coppe | Altre coppe | Altre coppe | Totale | Totale | Totale |
| Stagione               | Squadra                | Comp                   | Pres       | Reti       | Comp            | Pres            | Reti            | Comp               | Pres               | Reti               | Comp        | Pres        | Reti        | Pres   | Reti   |        |
| ---------------------- | ---------------------- | ---------------------- | ---------- | ---------- | --------------- | --------------- | --------------- | ------------------ | ------------------ | ------------------ | ----------- | ----------- | ----------- | ------ | ------ | ------ |
| 2012-2013              | Tolosa 2               | CFA2                   | 8          | 0          |                 | -               | -               |                    | -                  | -                  |             | -           | -           | 8      | 0      |        |
| 2013-2014              | Tolosa 2               | CFA2                   | 4          | 0          |                 | -               | -               |                    | -                  | -                  |             | -           | -           | 4      | 0      |        |
| 2014-2015              | Tolosa 2               | CFA2                   | 21         | 1          |                 | -               | -               |                    | -                  | -                  |             | -           | -           | 21     | 1      |        |
| Totale Tolosa 2        | Totale Tolosa 2        | Totale Tolosa 2        | 33         | 1          |                 | -               | -               |                    | -                  | -                  |             | -           | -           | 33     | 1      |        |
| 2015-2016              | Stade Reims 2          | CFA2                   | 22         | 0          |                 | -               | -               |                    | -                  | -                  |             | -           | -           | 22     | 0      |        |
| 2016-2017              | Stade Reims 2          | CFA                    | 11         | 0          |                 | -               | -               |                    | -                  | -                  |             | -           | -           | 11     | 0      |        |
| Totale Stade Reims 2   | Totale Stade Reims 2   | Totale Stade Reims 2   | 33         | 0          |                 | -               | -               |                    | -                  | -                  |             | -           | -           | 33     | 0      |        |
| 2016-2017              | Stade Reims            | L2                     | 12         | 1          | CF+CdL          | 2+1             | 0               |                    | -                  | -                  |             | -           | -           | 15     | 1      |        |
| 2017-2018              | Bourg-en-Bresse        | L2                     | 34         | 1          | CF+CdL          | 4+1             | 1+0             |                    | -                  | -                  |             | -           | -           | 39     | 2      |        |
| 2018-2019              | Bourg-en-Bresse        | N                      | 22         | 1          | CF+CdL          | 1+1             | 0               |                    | -                  | -                  |             | -           | -           | 24     | 1      |        |
| Totale Bourg-en-Bresse | Totale Bourg-en-Bresse | Totale Bourg-en-Bresse | 56         | 2          |                 | 7               | 1               |                    | -                  | -                  |             | -           | -           | 63     | 3      |        |
| 2019-2020              | Fortuna Sittard        | ED                     | 3          | 0          | CO              | 0               | 0               |                    | -                  | -                  |             | -           | -           | 3      | 0      |        |
| Totale carriera        | Totale carriera        | Totale carriera        | 137        | 4          |                 | 10              | 1               |                    | -                  | -                  |             | -           | -           | 147    | 5      |        |